# Nederlandse Volleybalbond
De Nederlandse Volleybalbond (afgekort Nevobo) is opgericht op 6 september 1947 in Amsterdam.
De bond organiseert en ondersteunt de volleybalcompetities zoals de Eredivisie -waarin om het Nederlands kampioenschap wordt gestreden-, Topdivisie, 1e Divisie en het nationale bekertoernooi en verzorgt opleidingen voor trainers en scheidsrechters. De Nevobo is traditioneel verdeeld in verschillende regio's. Dit begon met 26 kleinere districten welke vanaf seizoen 1998-1999 zijn samengevoegd in acht regio's. Sinds het seizoen 2011-2012 zijn de acht regio's samengevoegd in vier grotere regio's. De huidige regio's zijn:
- Nevobo regio Noord
- Nevobo regio Oost
- Nevobo regio West
- Nevobo regio Zuid

## Nationale teams
De Nevobo is verantwoordelijk voor de nationale volleybalteams van Nederland. Zowel het Nederlands heren- als damesvolleybalteam hebben meerdere internationale prijzen behaald in de loop der tijden. Hoogtepunt was de gouden plak van de heren op de Olympische Spelen van Atlanta 1996, in Nederland gekozen tot het sportmoment van de eeuw.

## Ledenaantallen
Hieronder de ontwikkeling van het ledenaantal en het aantal verenigingen:
| Jaar | Ledenaantal | Verenigingen |
| ---- | ----------- | ------------ |
| 2024 |             |              |
| 2023 | 103.910     |              |
| 2022 | 100.958     | 951          |
| 2021 | 99.921      | 976          |
| 2020 | 104.645     | 984          |
| 2019 | 109.793     | 986          |
| 2018 | 115.568     | 1.008        |
| 2017 | 117.783     | 1.020        |
| 2016 | 117.053     | 1.047        |
| 2015 | 116.820     | 1.064        |
| 2014 | 118.295     | 1.076        |
| 2013 | 116.354     | 1.105        |
| 2012 | 116.539     | 1.119        |
| 2011 | 120.186     | 1.141        |
| 2010 | 125.785     | 1.166        |
| 2009 | 125.195     | 1.195        |
| 2008 | 127.047     | 1.232        |
| 2007 | 127.308     | 1.247        |
| 2006 | 128.089     | 1.287        |
| 2005 | 128.693     | 1.310        |
| 2004 | 128.202     | 1.406        |
| 2003 | 126.735     | 1.405        |
| 2002 | 127.054     | 1.463        |
| 2001 |             | 1.534        |
| 1999 | 140.549     | 1.507        |
| 1996 | 151.332     | 1.586        |
| 1993 | 155.292     |              |
| 1990 | 164.057     |              |
| 1987 | 160.926     |              |
| 1984 | 160.117     |              |
| 1981 | 148.988     |              |
| 1978 | 112.000     |              |

Nationaal herenteam · Nationaal damesteam · Eredivisie · Topdivisie · Lijst van Nederlandse landskampioenen volleybal · Beker van Nederland